# Niederer Fläming
Niederer Fläming é um município da Alemanha, situado no distrito de Teltow-Fläming, no estado de Brandemburgo. Tem 185,36 km² de área, e sua população em 2019 foi estimada em 3.037 habitantes.